# Viktóriaváros

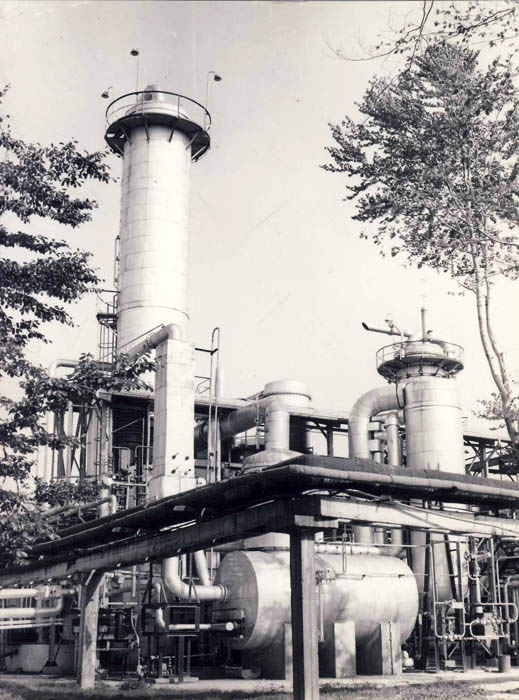
A vegyipari kombinát formaldehidüzeme 1964-ben

Viktóriaváros (Győzelemváros vagy Újucsa, románul: Victoria vagy Orașul Victoria, németül: Viktoriastadt) város Romániában, Erdélyben, Brassó megyében.

## Fekvése
Fogarastól 34 km-re délnyugatra, a Fogarasi-havasok lábánál fekszik. Innen indul a turistaút a Moldoveanu-csúcsra, Románia legmagasabb hegycsúcsára (2544 m).

## Nevének eredete
Nevét 1954-ben kapta és a szocializmus győzelmére utal (a román victorie szó jelentése „győzelem”).

## Története
1936-ban a román hadügyminisztérium az esseni Ferrostahl céggel közösen lőporgyár építését határozta el Felsőucsa külterületén. Az erdők kivágása, a tereprendezési munkálatok és az infrastruktúra kiépítése 1939-ben kezdődtek. 1942-től 1944-ig hadifoglyok és munkaszolgálatos zsidók építették a gyárat, 1944-ben azonban a munka abbamaradt.
A kommunista fordulat után szovjet ellenőrzés alatt fejezték be a gyárat, kezdték meg a termelést és a város fölépítését. Kezdetben kertvárosias házakat és palotaszerű középületeket, az 1960-as évektől lakótömböket emeltek.
Az 1950-es években zárt város volt, őrzött védőfallal próbálták meg elszigetelni a környező falusiaktól és a környéken még aktív partizánoktól. Ateista városnak nyilvánították, és egészen az 1990-es évekig egyetlen templom sem működött benne.
2005-ben a körülötte fekvő falvak lakói visszaigényelték területét.

## Lakossága
2002-ben 9059 lakosából 8883 volt román, 73 magyar és 53 német nemzetiségű; 8684 ortodox és 80 baptista vallású.

## Gazdasága
- Nagy hagyományú kémiai gyára, a Viromet[4] többek között formaldehid alapú műgyantákat, karbamidgyantákat, formolt, metanolt és paraformaldehidet gyárt.
- 1995-ben közös román–amerikai beruházásként alapították az ioncserélő gyantákat gyártó Virolite vegyiüzemet.
- Rompiro robbanóanyaggyár

## Oktatás
- Ion Codru Drăgușanu Elméleti Líceum
- Alexandru Bărbat Műszaki Kollégium
- Német segítséggel 2001-ben 170 fős árvaházat hoztak létre.

## Testvérvárosai
- Chevilly-Larue, Franciaország, 1994;
- Doorn, Hollandia, 2005;
- Lariano, Olaszország, 2007.